# سیسیلیا کالج
سیسیلیا کالج (انگلیسی: Cecilia Colledge؛ ۲۸ نوامبر ۱۹۲۰ – ۱۲ آوریل ۲۰۰۸) اسکیت‌باز نمایشی اهل بریتانیا بود.